# هلیو، شاندونگ
هلیو، شاندونگ (به لاتین: Heliu) یک شهرک در جمهوری خلق چین است که در شهرستان یانگشین واقع شده‌است. هلیو ۹ متر بالاتر از سطح دریا واقع شده‌است.